# Rudoltice
Rudoltice (deutsch Rudelsdorf) ist eine Gemeinde mit 1.008 Einwohnern  (2005)  in Tschechien. Sie liegt 3 km westlich der Stadt Lanškroun im Okres Ústí nad Orlicí.

## Geschichte

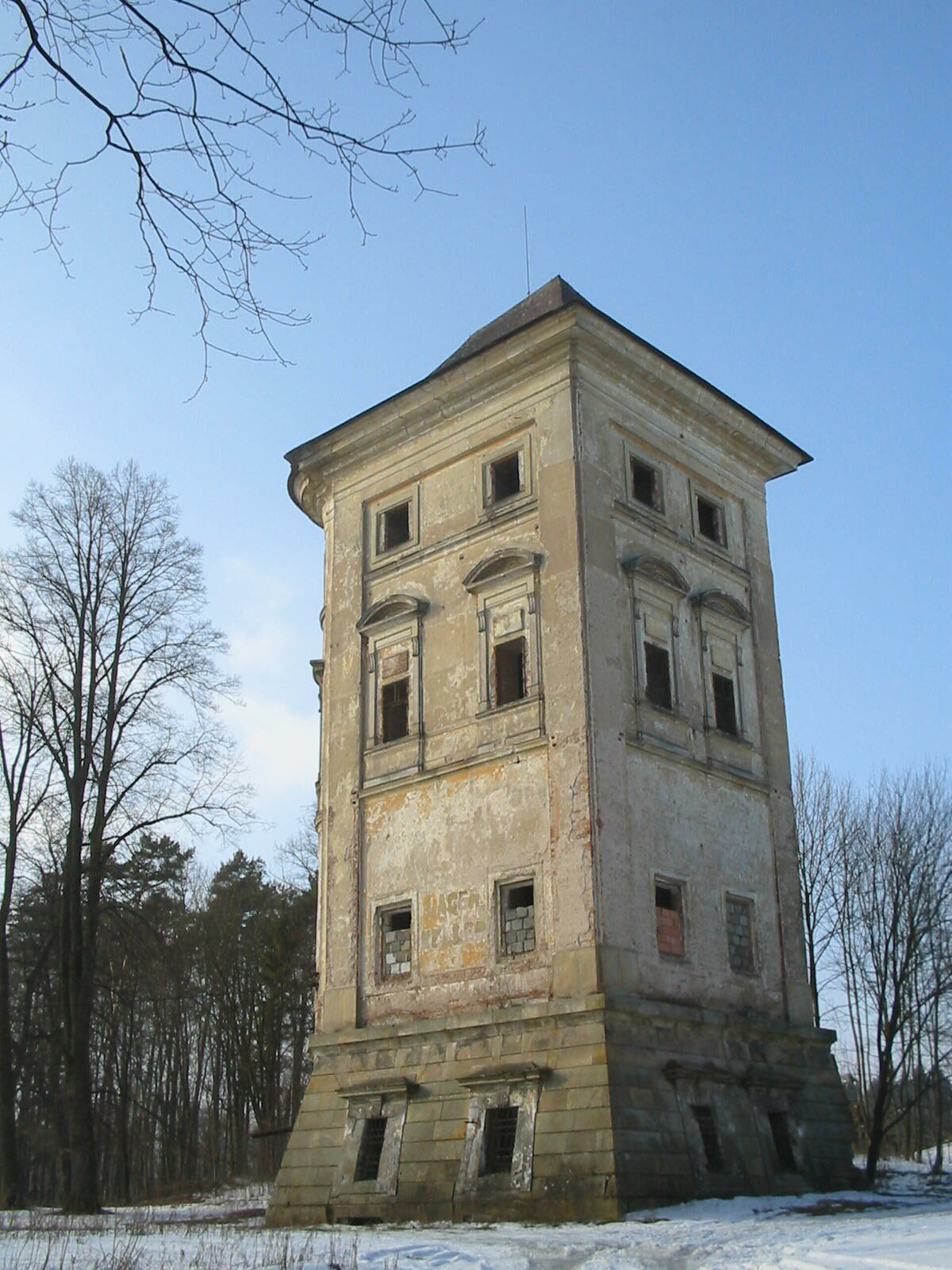
Neuschloss

Rudoltice war vermutlich bereits um 1250 bis 1270 und vor der ersten urkundlichen Erwähnung im Jahre 1304 ein befestigter Platz mit einem Grundherrn. Der Name Rudoltice geht wahrscheinlich auf den Namen des Lokator („Besiedlungsagenten“) zurück, der vom Grundherrn den Platz zur Aussetzung eines Ortes erwarb (Rudelsdorf = Rudolfsdorf, das Dorf des Rudolf). Weitere überlieferte Namen für Rudoltice sind Rudolphi villa, Rudlstof, Kraabesn und Kraabeszwecka.
1304 schenkte König Wenzel II. Rudoltice zusammen mit einer ganzen Reihe von anderen Ortschaften (Sichelsdorf, Zohsee, Olbersdorf, Lukau u. a.) an das Zisterzienserkloster Königsaal, dem es als Dotation dienen sollte. Von 1358 bis 1421 gelangte das Bistum Leitomischl in den Besitz der Herrschaft Landskron-Landsberg und damit auch in den Besitz von Rudelsdorf. Nach dem Tode des Rudelsdorfer Erbrichters Heinrich wurde mit einer Urkunde des Leitomischler Bischofs Johannes von Neumarkt 1364 das Erbgericht Rudelsdorf dem Michelsdorfer Nikolaus Seidelmaß übertragen. In den Hussitenkriegen ging das Bistum Leitomischl unter. Die Herrschaft von Rudelsdorf fiel an die Hussiten bzw. an die Taboriten.
Rudelsdorf besaß eine der ältesten Kirchen der Umgebung. Auf Deckenbalken der Kirche befanden sich Wappenbilder der Adelsfamilien Kostka von Postupitz, von Pernstein und Hrzan von Harasov. Dies ist ein direkter Hinweise darauf, dass Rudelsdorf nach den Hussitenkriegen von den Herren Kostka von Postupitz übernommen wurde und ab 1507 dem Geschlecht derer von Pernstein gehörte, die den Ort 1588 an Adam Hrzan von Harasov verkauften. Nach dessen Tod erbten seine Söhne die Besitztümer, fielen jedoch in den Verdacht, am Ständeaufstand teilgenommen zu haben. Um einer Beschlagnahme des Vermögens vorzukommen, verkauften sie ihre Besitzungen 1619 an die Herren von Liechtenstein.

## Persönlichkeiten
- Hubert Gordon Schauer (1862–1892), Publizist und Literaturkritiker